# FK Zenit Sankt Petersburg
FK Zenit Sankt Petersburg (ryska: Футбольный клуб «Зенит») är en rysk fotbollsklubb i Sankt Petersburg. Klubben grundades 1925 och spelar sina hemmamatcher på Krestovskij stadion.

## Historia
Zenit fotbollsklubbs historia går tillbaka till maj 1925, då laget grundades vid Leningrads metallfabrik. De första åren spelade laget främst i lokala turneringar. År 1930 deltog laget i Leningradsmästerskapen för första gången.

### Stalinets
Kort efter att slutspelen startade 1936 i klubbmästerskapen bytte laget namn till Stalinets. Under de tidiga Sovjetiska mästerskapen i fotboll spelade Stalinets i grupp B (Förstaligan), men 1938 gick laget upp i grupp A (Premier League). 1939 nådde Stalinets Nationscupfinalen, där de förlorade mot Spartak Moskva.

### FK Zenit Leningrad
1940 bytte laget namn till FK Zenit. 
1944 vann Zenit sin första nationella titel. De följande dryga tre årtiondena inbringade inte många titlar till laget. De största prestationerna var en fjärdeplats i 1958 års mästerskap, femte plats 1953 och 1976. Zenit nådde också semifinalerna i Sovjetiska cupen 1945, 1954, 1961 och 1977.
1978 tog Jurij Morozov tränarrollen i laget. Hans aggressiva stil kombinerad med några unga och dynamiska lokala spelare betalade sig så småningom. 1980 vann Zenit sitt första brons i nationsmästerskapet.
1983 byttes Morozov ut mot Pavel Sadyrin, och Zenit avslutade säsongen på 4:e plats, efter att ha gått till den nationella semifinalen.
1984 gick Zenit till den nationella cupfinalen, men man förlorade mot Dynamo Moskva efter övertid. 1984 blev Zenit för första gången ligamästare.
Året därpå vann laget Sovjetiska Supercupen och spelade i den nationella cupsemifinalen. Säsongen 1986 slutade Zenit på fjärde plats i ligan och kom tvåa i Sovjetiska förbundscupen. Därefter gick det dåligt för Zenit de kommande tio åren. 
Leven Burchalkin är den spelare som deltagit i flest sovjetiska ligamatcher (400) i Zenits historia. Han har också gjort flest mål (78 st.). Anatolij Korotkov är berömd för att ha gjort så många som 22 mål i ett mästerskap, 1950.

### Zenit Sankt Petersburg
Nästa större framgång kom efter ett långt avbrott: 1997 nådde Zenit semifinalen i Ryska cupen i fotboll. 1999 vann Zenit den Ryska Cupen under ledarskap av Anatolij Davydov, en ung tränare, och före detta Zenitspelare som precis hade avslutat sin spelarkarriär.
2001 blev Zenit bronsmedaljörer i det ryska mästerskapet under ledarskap av Jurij Morozov som åter hade anslutit sig till laget. I maj 2002, nådde Zenit den Ryska cupfinalen, men förlorade den mot CSKA Moskva.
Då Morozov avgick sattes det hård press på ledningen att de skulle hitta en bra ersättare. Man kom slutligen fram till en högst oortodox lösning, nämligen att anställa den förste utländske tränaren i klubbens historia: Vlastimil Petržela från Tjeckien. Det visade sig bli en framgång. Samma år, (2003), vann laget silver i ligan och blev dessutom det första laget någonsin att vinna Ryska Premier Leaguecupen.
2004 kvalificerade sig Zenit för första gången till Uefacupen efter två kvalomgångar. Zenit var mycket nära slutspelet. Laget tog bara en fjärde plats i det ryska ligaspelet det året. Zenit var med i kampen om ligatiteln, med bara fem omgångar kvar, med de slutade på en fjärde plats.
Innan det ryska mästerskapet 2005 startade var Zenit en av utmanarna till ligatiteln. I ryska cupen avancerade Zenit ännu en gång till semifinal där det tog stopp mot CSKA Moskva. Under säsongen hade det en vinstsvit på 19 matcher utan förlust, men de avslutade mästerskapet en sjätte plats. För första gången någonsin i klubbens historia lyckades Zenit att ta sig till Uefacupens slutspelet.
Före starten av säsongen 2006 så köptes FK Zenit upp av gasjätten Gazprom. Den nya administrationen lovade att stärka laget och trots alla motgångar glädja fansen med att kunna lyckas nationellt och internationellt. Efter att den nederländske tränaren Dick Advocaat värvades så gick det uppför för Zenit.
2007 vann Zenit Ryska Premier League för första gången, 23 år efter deras ligaseger som Sovjetunionens mästare 1984. 2008 vann Zenit tidigt på året den Ryska supercupen i fotboll över Lokomotiv Moskva. 2010 vann Zenit Ryska Premier League för andra gången, vilket blev klart med två spelomgångar kvar efter en hemmaseger mot Rostov med 5:0.

### Uefacupmästare
Den förmodligen största bedriften i klubbens historia gjordes i Uefacupen 2007/2008 då Zenit lyckades vinna hela cupen. 
Zenit slog på vägen ut lag som Villareal, Marseille, Bayer Leverkusen, Bayern München och Rangers (i finalen) innan Zenits första europeiska titel någonsin bärgades. Zenit var i och med detta det andra laget någonsin inom rysk fotboll som vunnit en europeisk titel. Profiler under denna tid var den egna produkten, playmakern och storstjärnan Andrej Arsjavin samt mittfältsdynamon Anatolij Timosjuk, målskytten Pavel Pogrebnjak och Igor Denisov som avgjorde finalen.
Den 29 augusti 2008 vinner Zenit sin andra europeiska titel. De vinner Uefa Super Cup 2008 efter att ha segrat över Uefa Champions League 2007/2008-mästarna Manchester United med 2-1. Pogrebnjak gör 1-0 i slutet på första halvlek och Danny gör 2-0. Det är första gången någonsin som ett ryskt lag vinner Uefa Super Cup.

### Spalletti värvas
Luciano Spalletti värvades december 2009 då han ersatte Dick Advocaat. Efter att Spaletti värvats som tränare har Zenit vunnit den ryska cupen, efter 1-0 mot Sibir Novosibirsk. Zenit har också slagit sitt tidigare rekord i flest vunna matcher i rad i Ryska Premier League och även flest obesegrade matcher i rad. . Inför andra halvan av säsongen 2010, värvades det fyra kända spelare. Den ryske anfallaren Aleksandr Bucharov från Rubin Kazan, den serbiske landslagsspelaren Aleksandar Luković från Udinese, den portugisiske landslagsspelaren Bruno Alves samt den ryske mittfältaren och landslagsspelaren Sergej Semak. Den 14 november 2010 så är det klart, med två omgångar kvar att spela, att Zenit vinner RPL för andra gången i sin historia. Detta efter en enastående säsong, med Spalletti vid rodret.

## Stadion
Zenits hemmaplan är Krestovskij-stadion med kapaciteten för 67 800 personer. Arenan är känd som Gazprom Arena av sponsringsskäl, i Sankt Petersburg.
Petrovskijstadion brukade vara lagets hemmaplan innan den nya Krestovskij stadion byggdes.
Innan man flyttade till Petrovskij-stadion var Zenits hemplats Kirov stadion. Den stod på platsen där Krestovskij stadion senare byggdes på.

## Meriter
| Säsong  | Division                   | Pos | Nr | V  | O  | F  | Mål   | Poäng | Utmärkelse                | Skyttekung (ligan)          |
| ------- | -------------------------- | --- | -- | -- | -- | -- | ----- | ----- | ------------------------- | --------------------------- |
| 1992    | Högstaligan                | 16  | 30 | 10 | 8  | 12 | 39-45 | 28    | Ner till förstadivisionen |                             |
| 1993    | Förstadivisionen (Central) | 2   | 38 | 25 | 8  | 5  | 87-33 | 58    |                           |                             |
| 1994    | Förstadivisionen           | 13  | 42 | 14 | 12 | 16 | 44-49 | 40    |                           |                             |
| 1995    | Förstadivisionen           | 3   | 42 | 24 | 5  | 13 | 65-42 | 77    | Upp till högstaligan      |                             |
| 1996    | Högstaligan                | 10  | 34 | 13 | 4  | 17 | 32-37 | 43    |                           |                             |
| 1997    | Högstaligan                | 8   | 34 | 13 | 10 | 11 | 28-29 | 49    |                           |                             |
| 1998    | Högstadivisionen           | 5   | 30 | 12 | 11 | 7  | 42-25 | 47    |                           |                             |
| 1999    | Högstadivisionen           | 8   | 30 | 9  | 12 | 9  | 36-34 | 39    | Vann Ryska cupen          |                             |
| 2000    | Högstadivisionen           | 7   | 30 | 13 | 8  | 9  | 38-26 | 47    |                           |                             |
| 2001    | Högstadivisionen           | 3   | 30 | 16 | 8  | 6  | 52-35 | 56    | Brons                     |                             |
| 2002    | Premjer-Liga               | 10  | 30 | 8  | 9  | 13 | 36-42 | 33    |                           | Aleksandr Kerzjakov (14)    |
| 2003    | Premjer-Liga               | 2   | 30 | 16 | 8  | 6  | 48-32 | 56    | Silver                    | Aleksandr Kerzjakov (13)    |
| 2004    | Premjer-Liga               | 4   | 30 | 17 | 5  | 8  | 55-37 | 56    |                           | Aleksandr Kerzjakov (18)    |
| 2005    | Premjer-Liga               | 6   | 30 | 13 | 10 | 7  | 45-26 | 49    |                           | Andrej Arsjavin (9)         |
| 2006    | Premjer-Liga               | 4   | 30 | 13 | 11 | 6  | 42-30 | 50    |                           | Andrej Arsjavin (7)         |
| 2007    | Premjer-Liga               | 1   | 30 | 18 | 7  | 5  | 54-32 | 61    | Guld                      | Pavel Pogrebnjak (11)       |
| 2008    | Premjer-Liga               | 5   | 30 | 12 | 12 | 6  | 59-37 | 48    |                           | Fatih Tekke (8)             |
| 2009    | Premjer-Liga               | 3   | 30 | 15 | 9  | 6  | 48-27 | 54    | Brons                     | Fatih Tekke (8)             |
| 2010    | Premjer-Liga               | 1   | 28 | 20 | 8  | 2  | 61-21 | 68    | Guld                      | Aleksandr Kerzjakov (13)    |
| 2011–12 | Premjer-Liga               | 1   | 44 | 24 | 16 | 4  | 85-40 | 88    | Guld                      | Aleksandr Kerzjakov (23)    |
| 2012–13 | Premjer-Liga               | 2   | 30 | 18 | 8  | 4  | 52-25 | 62    | Silver                    | Aleksandr Kerzjakov (10)    |
| 2013–14 | Premjer-Liga               | 2   | 30 | 19 | 6  | 5  | 63-32 | 63    | Silver                    | Hulk (17)                   |
| 2014–15 | Premjer-Liga               | 1   | 29 | 19 | 7  | 3  | 57-17 | 59    | Guld                      | Hulk (21)                   |
| 2015–16 | Premjer-Liga               | 3   | 30 | 17 | 8  | 5  | 61-32 | 59    | Brons                     | Hulk (14)                   |
| 2016–17 | Premjer-Liga               | 3   | 30 | 18 | 7  | 5  | 50-19 | 61    | Brons                     | Artiom Dziuba (13)          |
| 2017–18 | Premjer-Liga               | 5   | 30 | 14 | 11 | 5  | 46-21 | 53    |                           | Aleksandr Kokorin (10)      |
| 2018–19 | Premjer-Liga               | 1   | 30 | 20 | 4  | 6  | 57-29 | 64    | Guld                      | Sebastián Driussi (11)      |
| 2019–20 | Premjer-Liga               | 1   | 30 | 22 | 6  | 2  | 65-18 | 72    | Guld                      | Azmoun – (17) Dzyuba – (17) |
| 2020–21 | Premjer-Liga               | 1   | 30 | 19 | 8  | 3  | 76-26 | 65    | Guld                      | Dziuba (20)                 |
| 2021–22 | Premjer-Liga               | 1   | 30 | 19 | 8  | 3  | 66-28 | 65    | Guld                      | Dziuba (11)                 |
| 2022-23 | Premjer-Liga               | 1   | 30 | 21 | 7  | 2  | 74-20 | 70    | Guld                      | Malcom (23)                 |
| 2023-24 | Premjer-Liga               | 1   | 30 | 17 | 6  | 7  | 52-27 | 57    | Guld                      | Cassierra (21)              |

- Uefa Super Cup: 1
  - Segrare: 2008

- Uefacupen: 1
  - Segrare: 2008

- Premjer-Liga: 10
  - Segrare: 2007, 2010, 2011/2012, 2014/2015, 2018/2019, 2019/2020, 2020/2021, 2021/2022, 2022/2023, 2023/2024

- - Andra plats: 2003, 2012/2013, 2013/2014

- Ryska cupen i fotboll: 5
  - Segrare: 1999, 2010, 2016, 2020, 2024
  - Andra plats: 2002

- Ryska Supercupen: 7
  - Segrare: 2008, 2011, 2015, 2016, 2020, 2021, 2022, 2023, 2024

- Sovjetiska mästare i fotboll: 1
  - Segrare: 1984 (som Zenit Leningrad)

- Sovjetiska Cupen: 1
  - Segrare: 1944 (som Zenit Leningrad)
  - Andra plats: 1984 (som Zenit Leningrad)

- CCCP Super Cupen: 1
  - Segrare: 1985 (som Zenit Leningrad)

- CCCP Federations Cupen: 1
  - Andra plats: 1986 (som Zenit Leningrad)

- Ryska Premjer League Cupen: 1
  - Segrare: 2003

### Spelartrupp
| Nr | Land      | Pos | Namn                   |
| -- | --------- | --- | ---------------------- |
| 25 | Serbien   | F   | Strahinja Eraković     |
| 2  | Ryssland  | F   | Dmitrij Chistjakov     |
| 3  | Brasilien | F   | Douglas Santos captain |
| 28 | Kazakstan | F   | Nuraly Alip            |
| 5  | Colombia  | MF  | Wilmar Barrios         |
| 27 | Brasilien | F   | Nino                   |
| 67 | Ryssland  | MF  | Maksim Glushenkov      |
| 8  | Brasilien | MF  | Wendel                 |
| 32 | Argentina | A   | Luciano                |
| 11 | Brasilien | MF  | Claudinho              |
| 4  | Ryssland  | F   | Yuri Gorshkov          |
| 15 | Ryssland  | F   | Vjatjeslav Karavajev   |

| Nr | Land      | Pos | Namn               |
| -- | --------- | --- | ------------------ |
| 17 | Ryssland  | MF  | Andrei Mostovoj    |
|    | Brasilien | MF  | Luis Henrique      |
| 21 | Ryssland  | MF  | Aleksandr Jerochin |
| 16 | Ryssland  | MV  | Denis Adamov       |
| 28 | Kazakstan | F   | Nuraly Alip        |
| 30 | Colombia  | A   | Mateo Cassierra    |
| 31 | Brasilien | MF  | Gustavo Mantuan    |
| 7  | Ryssland  | A   | Aleksandr Sobolev  |
| 41 | Ryssland  | MV  | Mikhail Kerzhakov  |
| 55 | Brasilien | F   | Rodrigão           |
| 77 | Ryssland  | MF  | Ilzat Akhmetov     |

## Övrigt

### Matchtröja i yttre rymden
Efter att Zenit hade vunnit Ryska Preimer League 2007 bestämde sig den ryska kosmonauten Jurij Malentjenko som är ett stort fan av klubben att ta med sig en Zenit tröja med Timosjtjuks namn printat på ryggen ut i rymden. Zenit blev därmed det första laget på jorden som haft sin tröja ute i rymden.